# Charleroi Ville-Haute
La Ville-Haute est le nom d'un quartier de la Ville de Charleroi en Belgique. C'est le quartier le plus ancien de la Ville.

## Histoire

La Ville-Haute vers 1865, avant la démolition de la forteresse hollandaise qui emprisonne le quartier jusqu'en 1869.

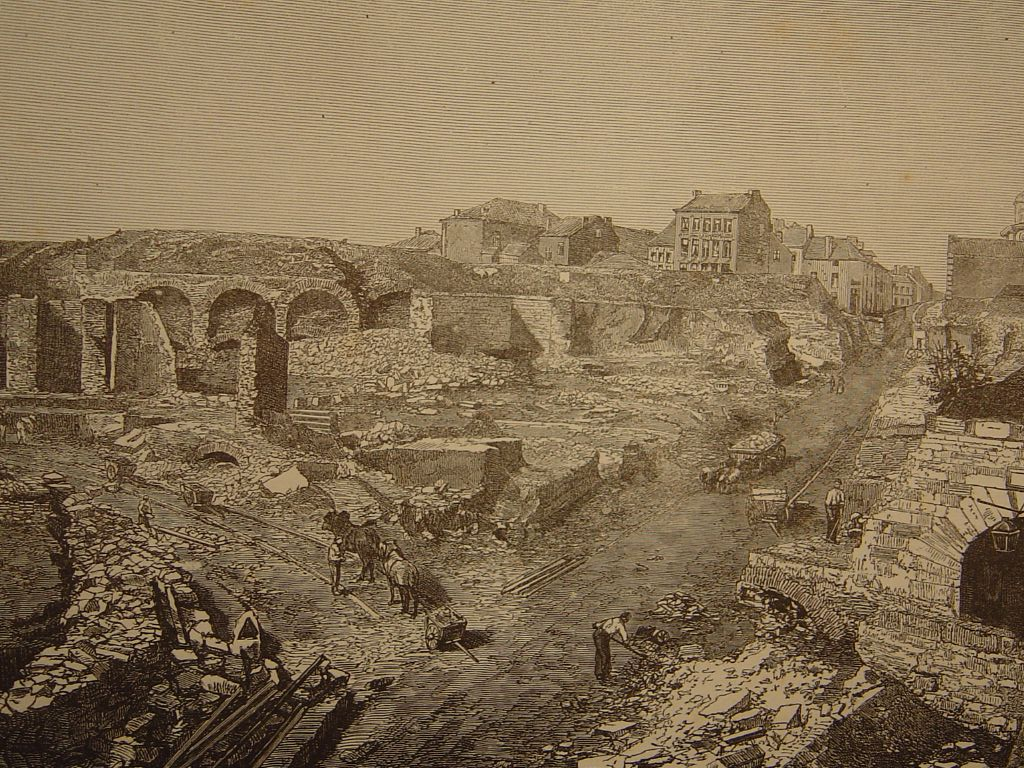
Démolition des fortifications en 1869-1872. A l'extrême droite de l'image, l'église Saint-Christophe.